# Друге весілля
«Друге весілля» — індійський драматичний телесеріал. Прем'єра в Індії відбулася 20 лютого 2012 на телеканалі Zee TV, в Україні - 27 березня 2019 на телеканалі Бігуді. В Україні серіал має власну розбивку і кількість серій.

## Сюжет

### Сезон 1
Яш і Арті - двоє молодих людей з розбитим серцем (він вдівець, вона розлучена) під тиском рідних і заради щастя своїх дітей погоджуються на другий шлюб. Вже в день весілля їм обом стає зрозуміло, що обоє з них все ще люблять своїх колишніх і не хочуть нових стосунків. Попри наполегливість Яша та Арті, інші намагаються перетворити їхній шлюбний компроміс на шлюб по любові. Однак велика і дружна сім'я Сіндії не знає всієї правди про минуле новоспеченої невістки, яка може розкритися в будь-який момент і зруйнувати цей непростий союз.
Як довго триватиме цей шлюб? Чи зможуть Яш і Арті стати хорошими батьками для своїх дітей? Чи стануть вони надійними партнерами по життю, чи їхні шляхи продовжуватимуть йти паралельно? Чи пробачать вони своє минуле? Чи можна знайти любов і щастя двічі? Їм доводиться доводити собі та оточуючим, що дійсно все можливо і не тільки з ними.

### Сезон 2
Нова історія, нові герої. Двоє людей, Радж Джахотія і Дів'я Малхотра, закохуються в підлітковому віці, але обставини змушують їх розлучитися. Минає 10 років.
Дів'я тепер популярна телеакторка, яка повертається, щоб зустрітися з Раджем. Вона дізнається, що Радж одружений із Саріті. Дів'я думає, що Радж переїхав, і вирішує одружитися з Гауравом.
Вона не знає, що Радж та Саріта, навіть після десяти років шлюбу, не завершили стосунки. Радж все ще любить Дів'ю. Саріта кидає виклик Дів'ї: перш ніж одружитися з Гауравом, Дів'я має змусити Раджа полюбити Саріту. Дів'я приймає це і приходить до будинку Раджа, щоб залишитися, щосили намагаючись зблизити його з Саритою.
Чи будуть Радж з Сарітою щасливі? Чи полум'я згасшого кохання знову запалає?

## Актори та ролі

### Сезон 1 (1- серії)
| Актор          | Роль                     | Серії | Статус |
| -------------- | ------------------------ | ----- | --- |
| Кратіка Сенгар | Арті Сіндія              | 1-    | Колишня дружина Прашанта, дружина Яша. Мама Анша та Аю, прийомна мати Пайял та Палак.                                       |
| Гіта Тіагі     | Шоба Дюбі                | 1-    | Мати Прашанта, свекруха Арті, яка замінила їй матір. Разом із чоловіком встає на бік Арті, коли її син вирішує розлучитися. |
| Дів'ям Дама    | Анч Дюбі / Анч Яш Сіндія | 1-    | Син Арті. Веселий, бешкетний хлопчик. Мріє про батька. Любить Яша та вважає його суперменом.                                |

## Трансляція в Україні
| День тижня                                                    | Телеканал | Час                 | Дата трансляції                           |
| ------------------------------------------------------------- | --------- | ------------------- | ----------------------------------------- |
| Понеділок, Вівторок, Середа, Четвер, П'ятниця, Субота, Неділя | Бігуді    | 21.00 по дві серії  | 27 березня 2019 по 19 листопада 2019 року |
| Понеділок, Вівторок, Середа, Четвер, П'ятниця, Субота, Неділя | Бігуді    | 11.00 по дві серії  | 6 червня 2020 по 31 січня 2021 року       |
| Понеділок, Вівторок, Середа, Четвер, П'ятниця, Субота, Неділя | Бігуді    | 12.30 по дві серії. | З 7 вересня                               |
| Понеділок, Вівторок, Середа, Четвер, П'ятниця, Субота, Неділя | Бігуді    | 14.00 по дві серії. | З 14 грудня                               |